# Finn Helmer
Finn Helmer, også kaldet 'Giga-Manden', (født 13. december 1949) er dansk erhvervsleder og iværksætter. Mest berømt er han for salget af elektronikfirmaet GIGA til Intel i 2000 for 10 milliarder kroner. 

## Karriere
Finn Helmer startede sin karriere i Texas Instruments (TI) i 1980, hvorefter han i 1992 tiltrådte som direktør for det NKT-ejede netværksselskab GIGA. I de næste 8 år forvandlede han virksomheden fra at have seks ansatte til en medarbejderstab på 130 personer og et overskud på 340 millioner kroner. Ved salget af GIGA i 2000 opnåede Finn Helmer en personlig gevinst på ca. 330 millioner kr. gennem sit medejerskab til virksomheden.
Salget af GIGA gav genlyd dybt i den internationale finansverden, og handelen kunne aflæses i det danske BNP.[kilde mangler]
Igennem tiden har Finn Helmer været med i opstarten eller selv startet 40 virksomheder. Han begyndte, allerede da han var syv år, og hans første virksomhed handlede med kaniner. Som 11-årig stiftede han sin tredje virksomhed, som blev hans første kommercielle succes – denne gang inden for biavl. I dag er Finn Helmer stadig en af Danmarks største biavlere.
Finn Helmer arbejder for at etablere fiberforbindelser med en hastighed på 10 gigabit i sekundet til alle danske hjem eller en motorvej til hoveddøren, som han selv siger det.
I november 2006 indtrådte Finn Helmer som direktør i det styrtblødende selskab ComX Networks A/S for at rette op på den økonomiske situation. I 2007 havde Finn Helmer tre fjerdele af aktierne i ComX og havde 100 millioner kroner til gode i selskabet som ansvarlig lånekapital. Denne gæld blev slettet i 2010 for at få ComX Networks A/S til at fremstå mere attraktiv som investering. Selskabet kom fornuftigt ud af finanskrisen, hvor ellers en hel række leverandører af dansk infrastruktur måtte lade livet. Sidste selskab i stimen var Butler Networks A/S, som så ud til at genopstå i resterne af Amagerbanken. Det var da også Nykredit, som tog ejerskab af halvdelen af ComX som et aktiv i konkursboet efter Jesper Henrik Jørgensen.
Selvom Finn Helmer forsat ejede halvdelen af selskabet og lavede CTO turn-around, tiltræder Ole Lysgård Madsen i 2010 som administrerende direktør i ComX Networks A/S, efter at bestyrelsen med Erik G. Hansen har besluttet, at det er bedst for selskabet.
Comx har leveret private installationer af én-gigabit-forbindelser til lejligheder i Værebro ved København.
Den 19. februar 2013 blev Finn Helmer taget under konkursbehandling af Skifteretten i Helsingør.

## Bestyrelsesposter
- ComX Networks A/S (Udtrådt 2010)
- Medianet Innovations World A/S (Konkurs)
- Scriptserver Solutions AS (konkurs)